# Ciclorama

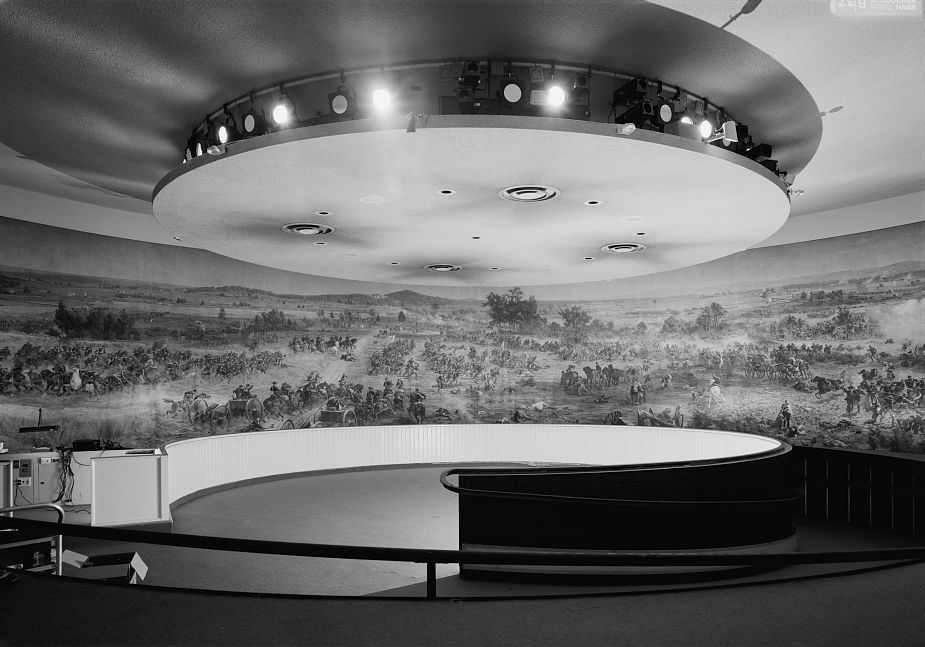
Ciclorama de Gettysburg.

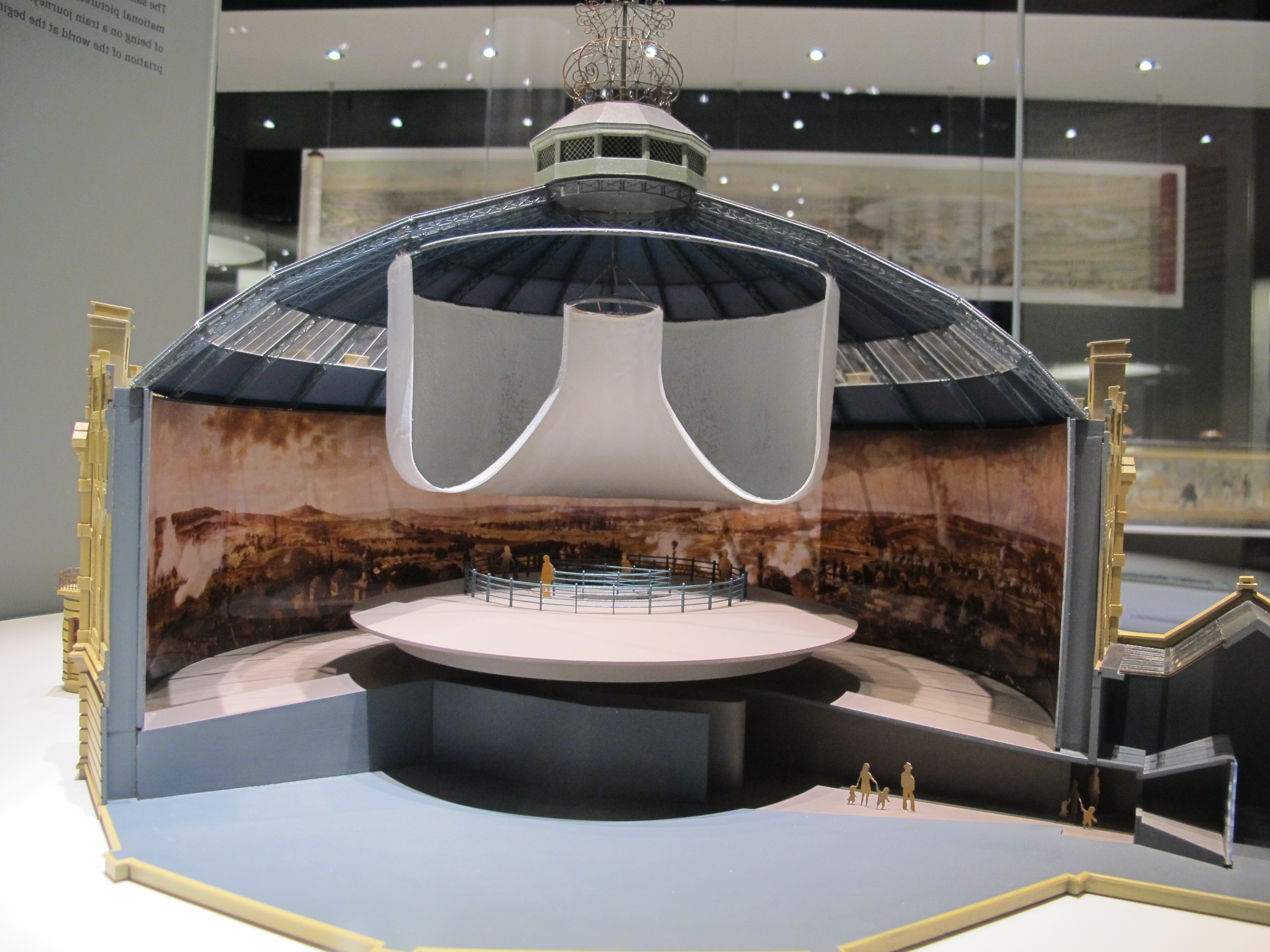
Maqueta del ciclorama de Frankfurt de 1880 (Deutsches Filmmuseum).

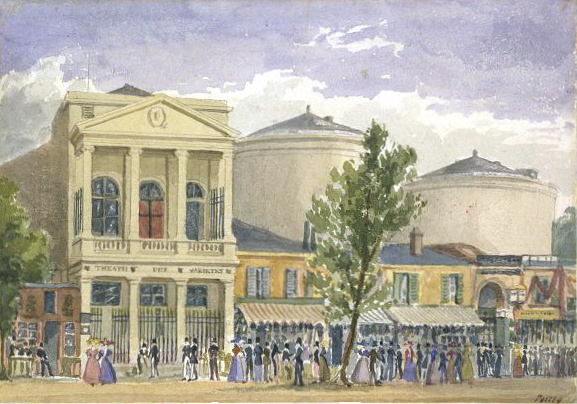
Théâtre des Variétés de París en 1829, con dos edificios de ciclorama.

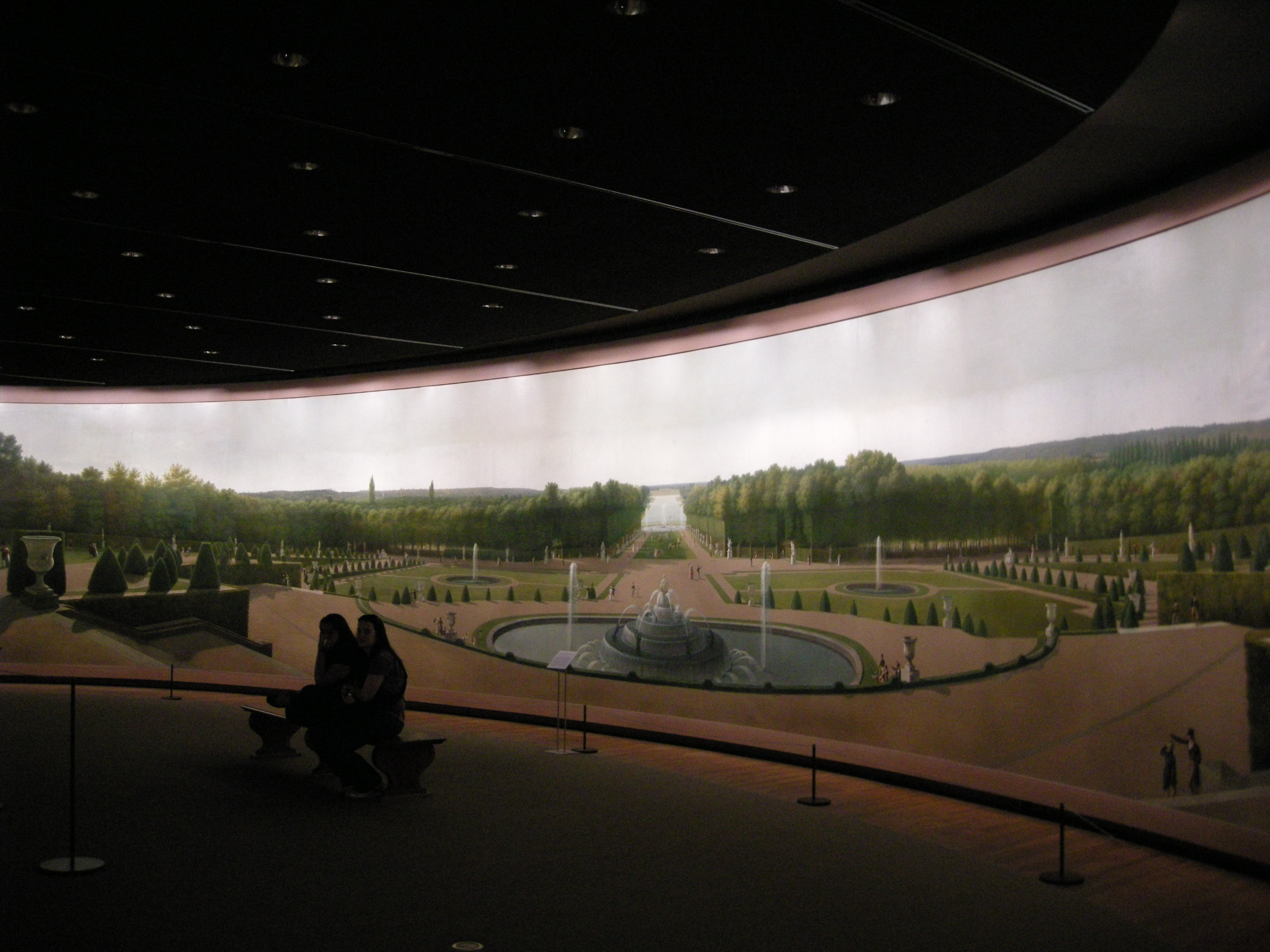
Ciclorama de Versalles en el Metropolitan Museum de Nueva York.

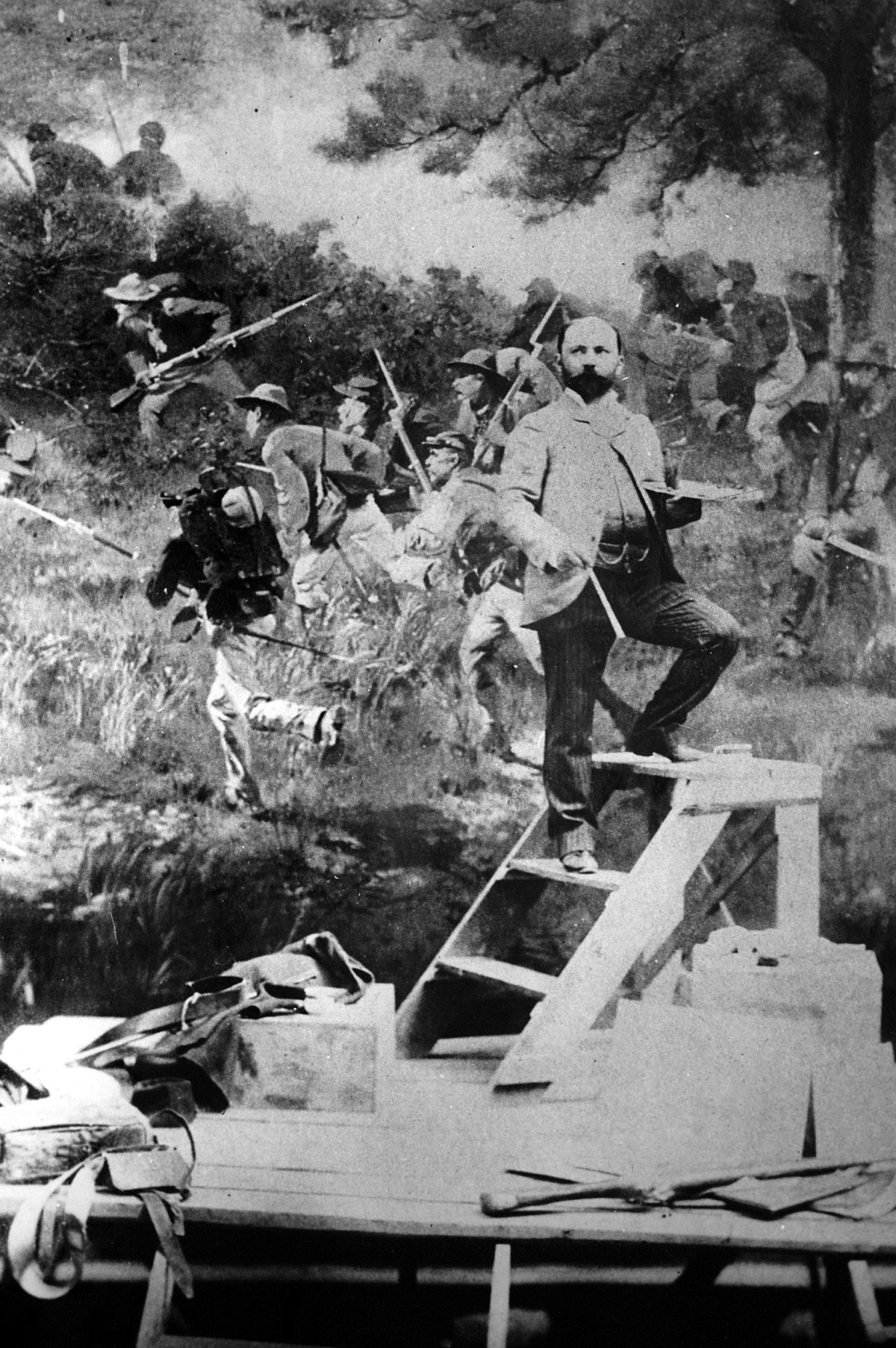
Paul Philippoteaux pintando el Gettysburg Cyclorama, ca. 1883.

Ciclorama o cyclorama es una pintura panorámica de grandes dimensiones (los mayores, más de cien metros de largo por más de diez metros de alto), desarrollada sobre una plataforma cilíndrica, dispuesta para ser contemplada desde su interior, proporcionando una visión de 360°. Pretende rodear al espectador de imágenes que, con un efecto ilusionista, le hagan sentirse en medio de un acontecimiento histórico o un lugar de gran belleza, pues tales son los temas habituales de tales instalaciones.
También se llama "ciclorama" al edificio diseñado para alojar esas pinturas, aunque a veces han cambiado de uso (como el Cyclorama Building de Boston -Willard T. Sears, 1884-). Algunos tienen notable valor arquitectónico.

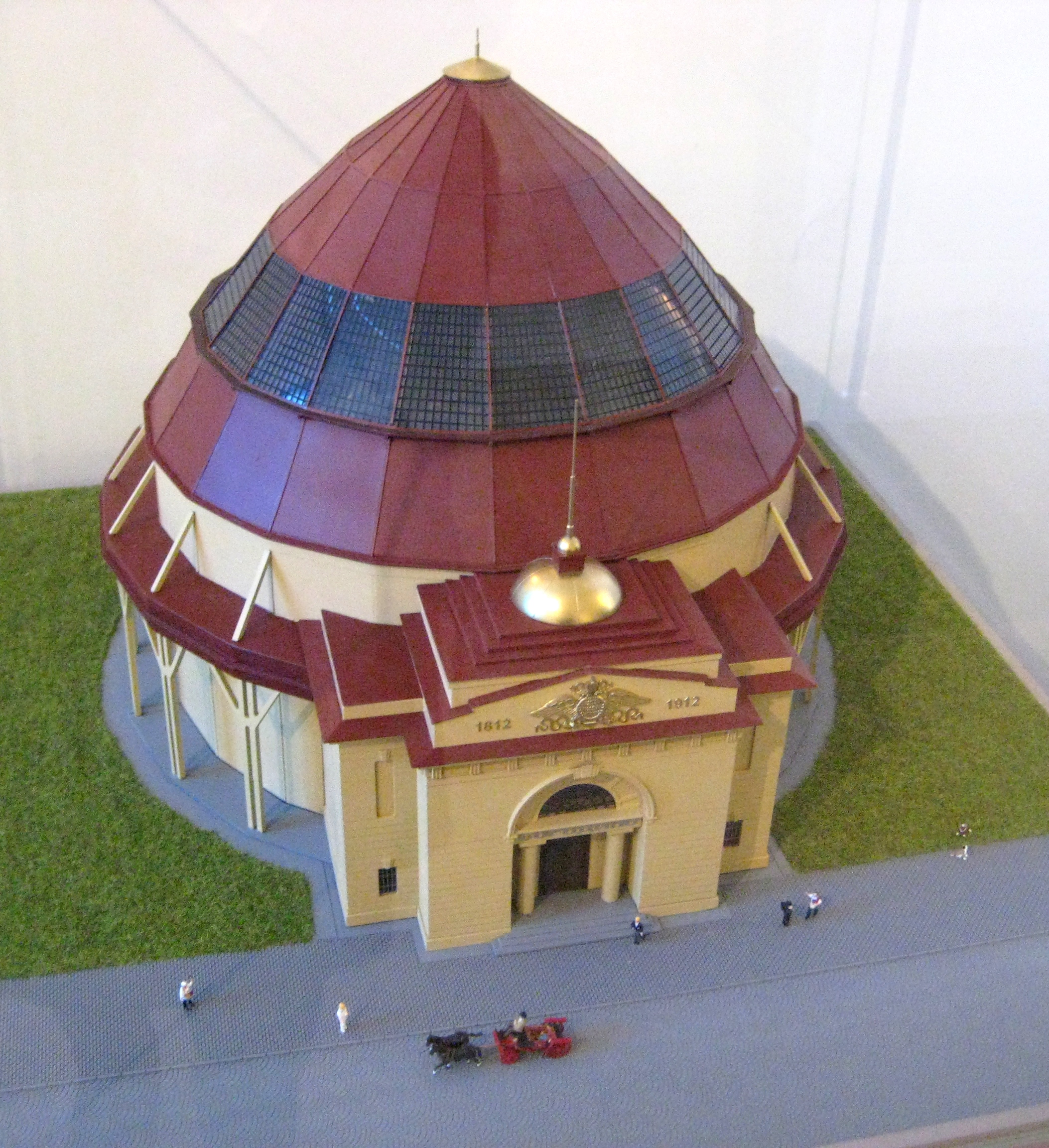
Maqueta del edificio del antiguo ciclorama de Borodino.
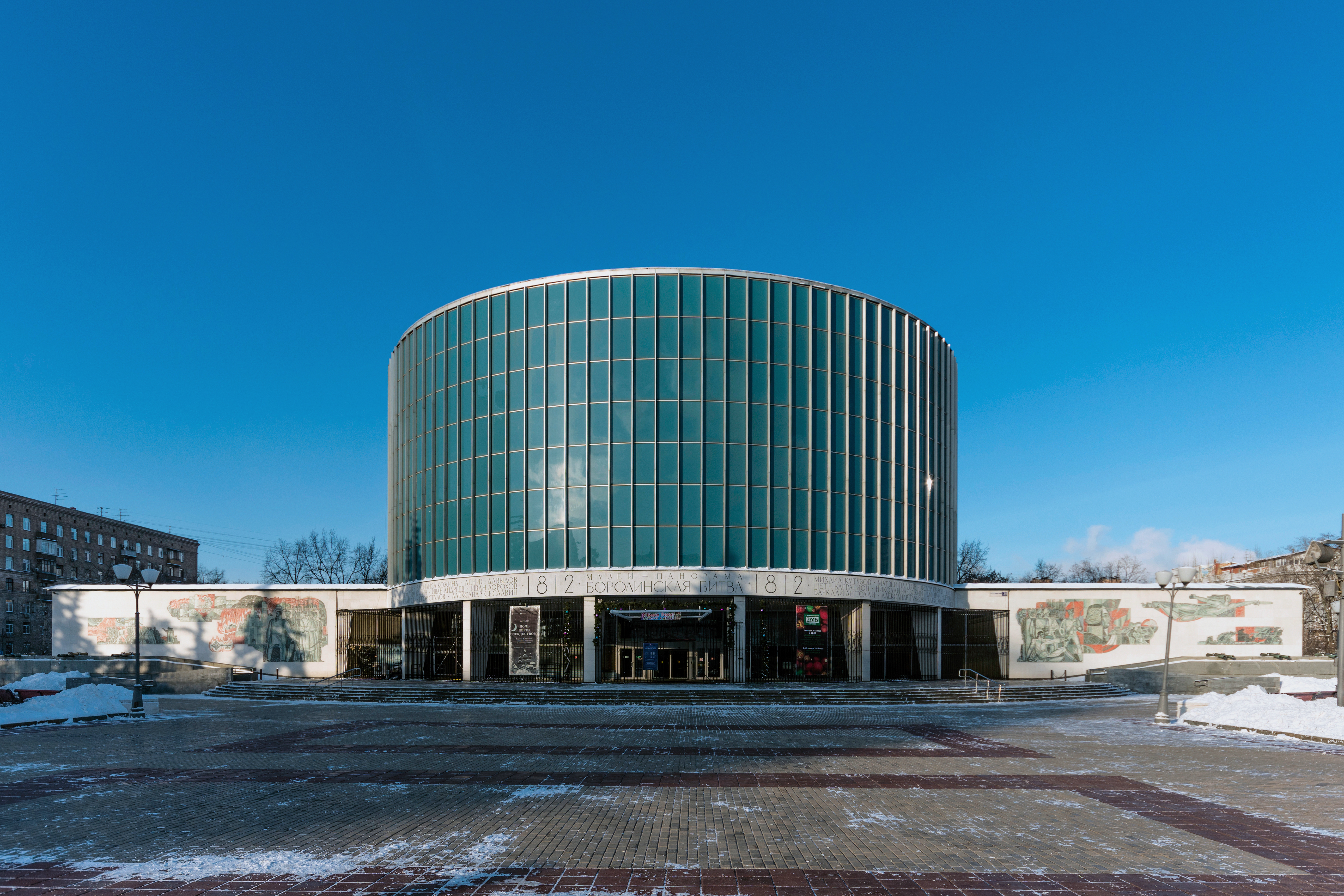
Actual edificio del ciclorama de Borodino.
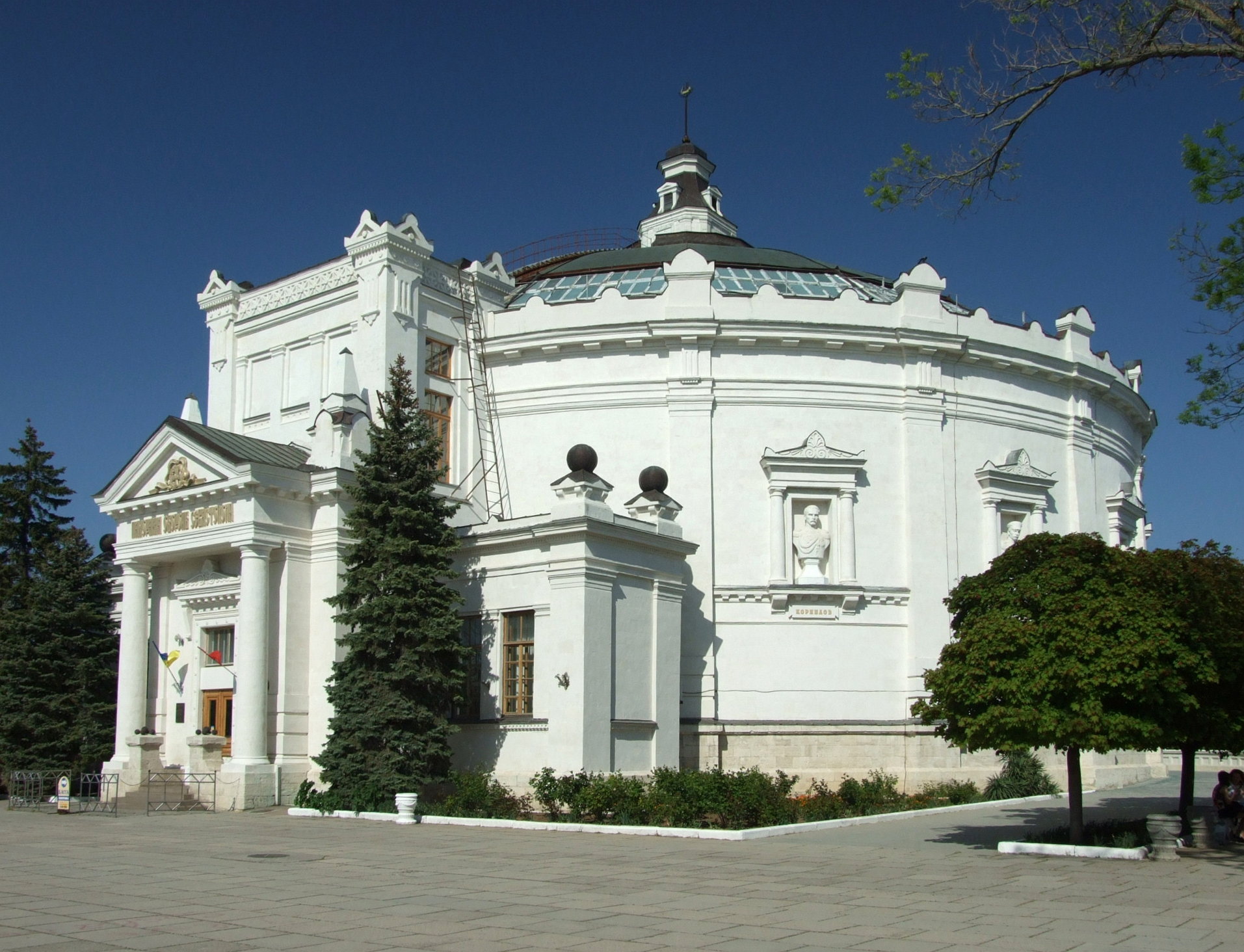
Edificio del ciclorama de Sebastopol.
Edificio del ciclorama de Buffalo.[2]
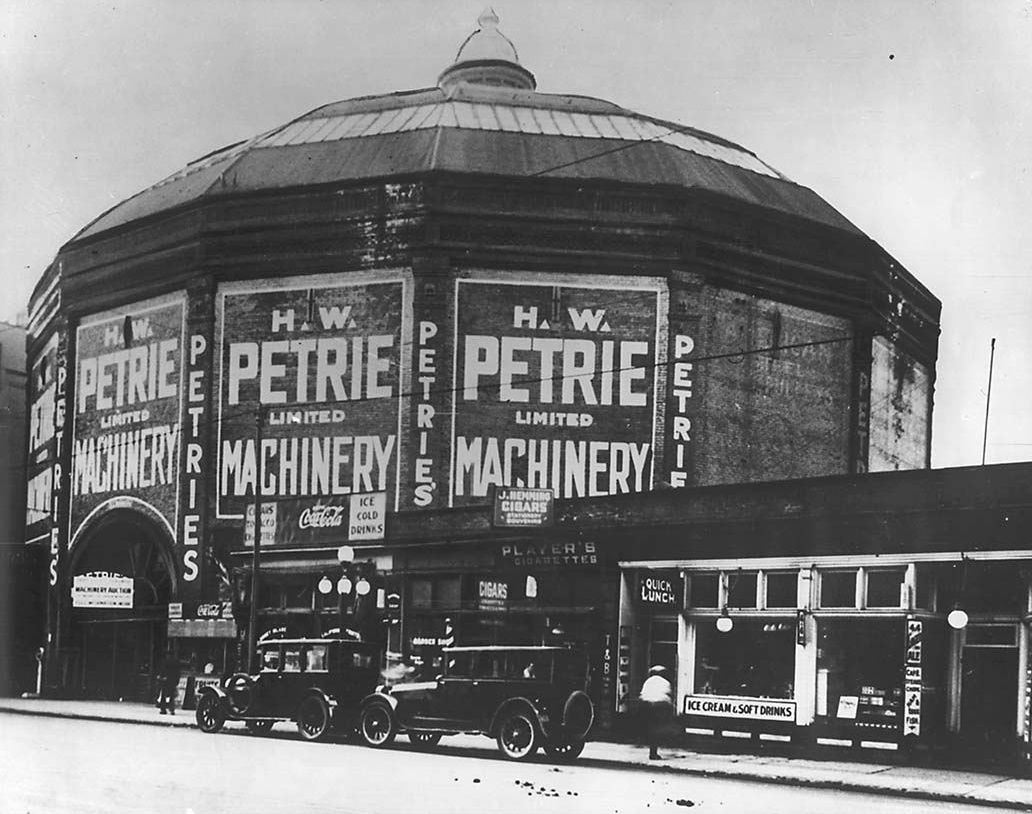
Edificio del ciclorama de Toronto hacia 1922.
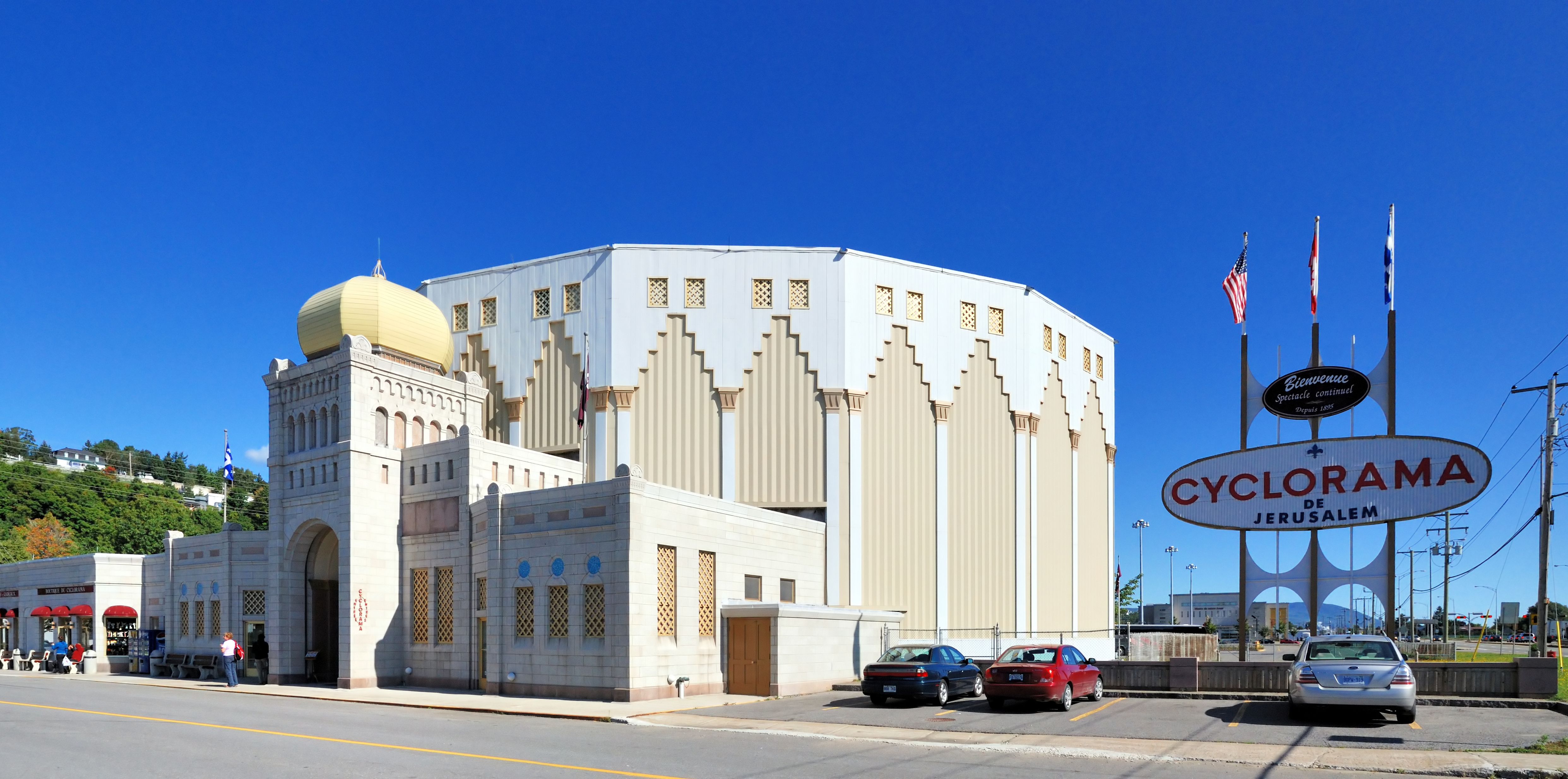
Edificio del Ciclorama de Jerusalén (Saint Anne de Beaupre, Quebec, Canadá).

Con el nombre de panorama fue inventado por el pintor irlandés Robert Barker, que pretendía con ese procedimiento capturar la vista panorámica que se aprecia desde Calton Hill, en Edimburgo. Con ello, en esa ciudad, abrió en 1787 el primer local de ciclorama.

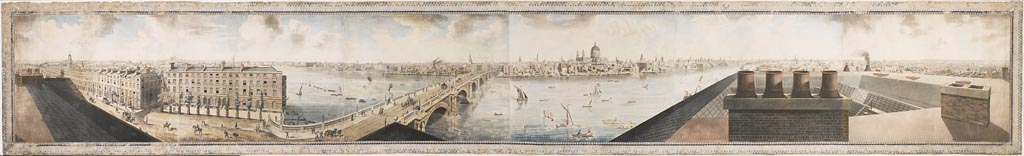
Panorama of London, de Robert Barker, 1792.

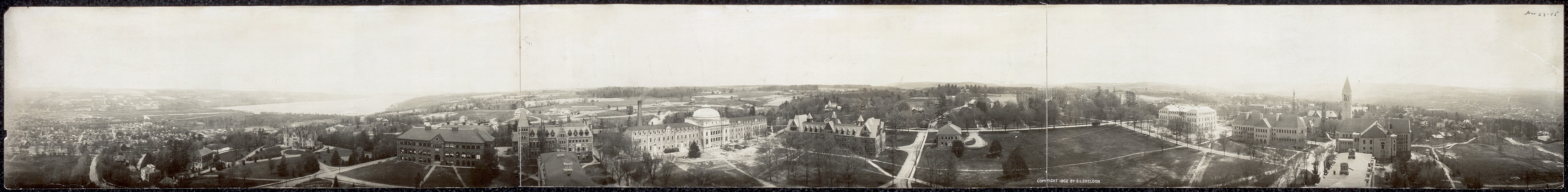
Ciclorama de la Cornell University desde la McGraw Tower. 1902.

Los cicloramas se convirtieron en un espectáculo muy popular a finales del siglo XIX, época en que se desplazaban de ciudad en ciudad.  A los espectadores se les ofrecía también música y la explicación del evento representado mediante un narrador. En ocasiones se combinaban con dioramas, lo que les dotaba de mayor realismo. Para alojarlos se construyeron salas circulares o poligonales en muchas ciudades europeas y americanas. Entre los más impactantes y de mayor difusión estuvieron el que Henri Félix Emmanuel Philippoteaux pintó sobre el Sitio de París poco después de que este hecho tuviera lugar (guerra franco-prusiana, 1870-1871); y el que Lucien-Pierre Sergent y Joseph Bertrand pintaron sobre el Sitio de Vicksburg (1863), que desarrollaba tanto su aspecto terrestre como naval, y que se exhibió inicialmente en París, viajando luego a Nueva York, Chicago, San Francisco y Tokio (ca. 1891). De los cientos de cicloramas pintados en esa época sólo sobreviven unos treinta.

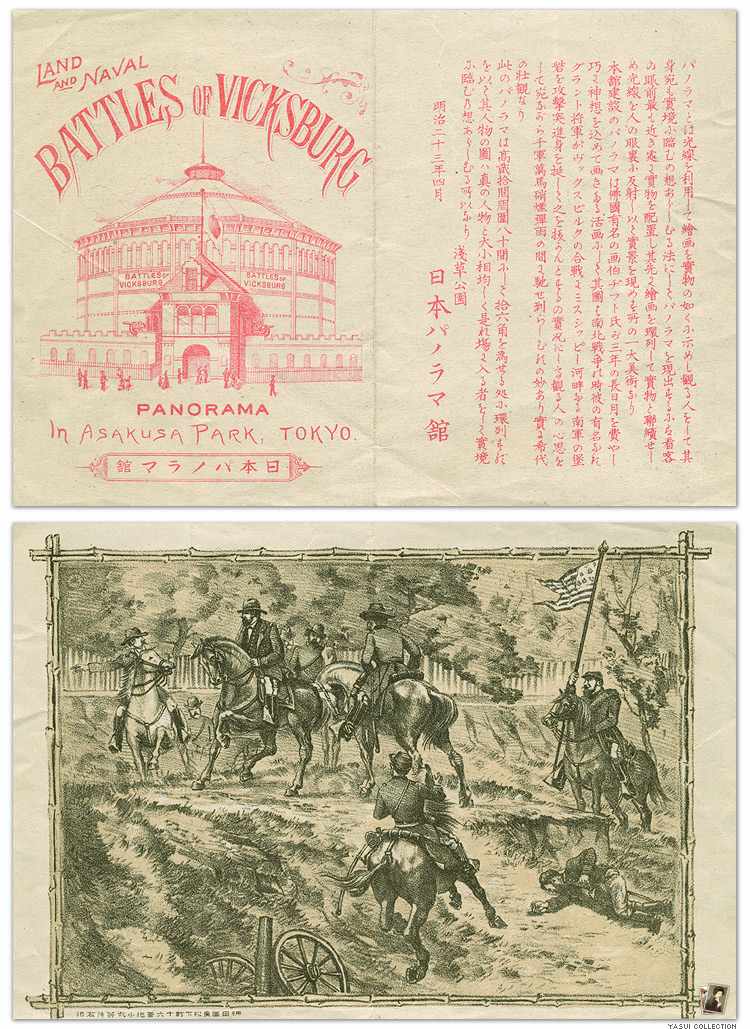
Pasquín publicitario de Land and Naval Battles of Vicksburg, Panorama in Asakusa Park, Tokyo, el ciclorama de Sergent.

## Teatro
Las aplicaciones escenográficas del ciclorama o panorama se evidenciaron enseguida, como las de múltiples otros espectáculos similares, entre los que se encontraba el diorama, el diaphorama, el cosmorama, el pleorama o el myriorama. Louis Daguerre destacó por el uso de estas técnicas en el teatro francés de los años 1820, antes de la invención por la que es hoy más conocido (el daguerrotipo).
En 1899 se estrenó con gran éxito en Broadway una dramatización de la novela Ben-Hur, cuya escena más espectacular incluía el uso de caballos y carros reales en una carrera simulada sobre una cinta deslizante que se desplazaba bajo un decorado móvil montado sobre un ciclorama. Se representó durante 21 años y fue vista por cerca de 20 millones de espectadores. Las películas posteriores se esforzaron en superar el impacto visual de esa reconstrucción.

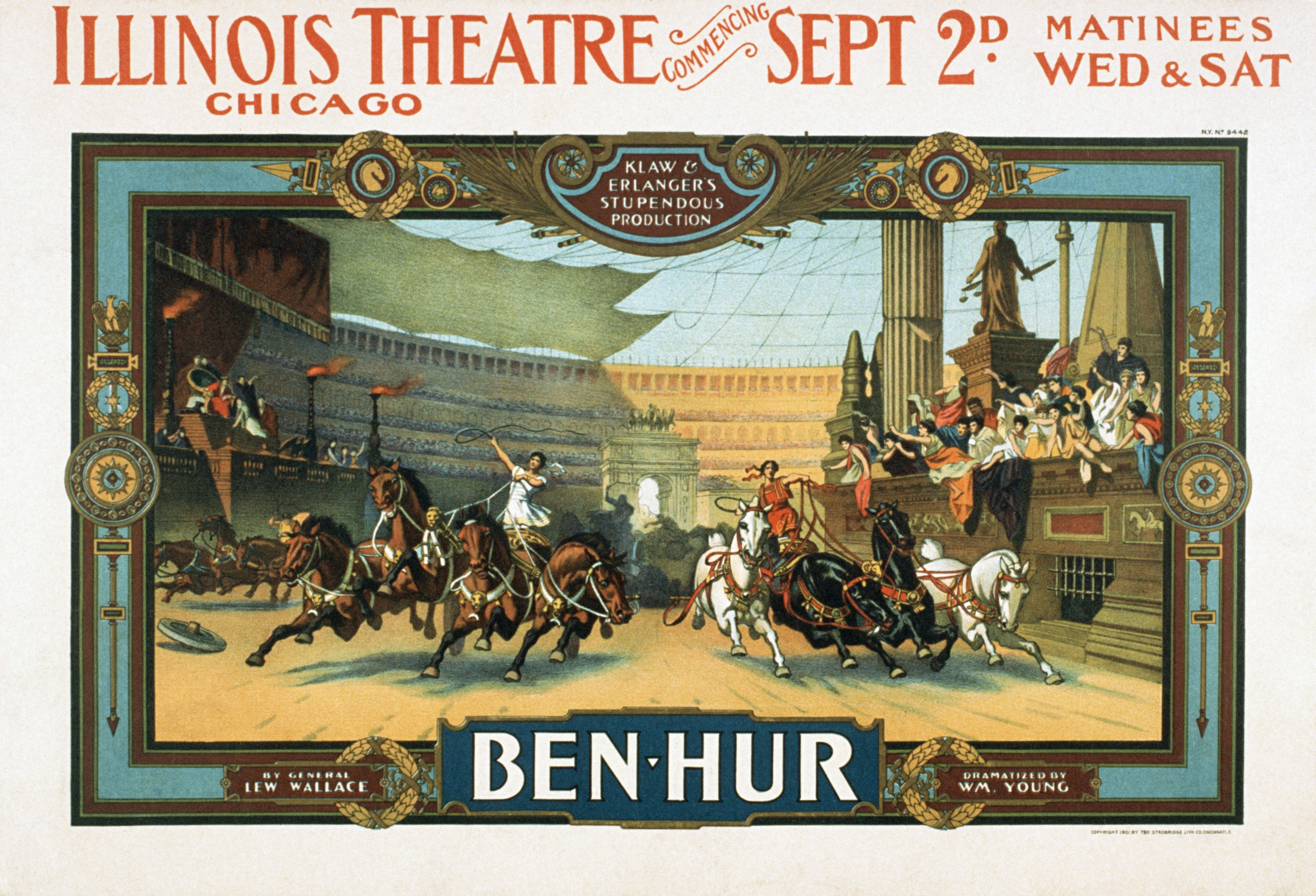
Cartel publicitario de la obra (Illinois Theatre, Chicago, 1901). El estreno de Nueva York se realizó en el Manhattan Theatre.

## Cine
El concepto genérico que está en la base del ciclorama era ampliamente compartido por muchos otros precedentes de la cinematografía (precinematografía de los siglos XVIII y XIX), alguno de los cuales se basaba en un formato cilíndrico, como el zoótropo.
El formato actual de las películas cinematográficas, el del cinematógrafo de los hermanos Lumière (1895), rápidamente quedó en una posición dominante en el mundo del espectáculo; y no pasó mucho tiempo para que intentaran aplicarle las posibilidades panorámicas del ciclorama, con una invención denominada cinéorama, presentado en la Exposición Universal de París de 1900. Puede considerársele un precedente de los formatos IMAX y Circle-Vision 360° (Reflections of China, de Epcot).

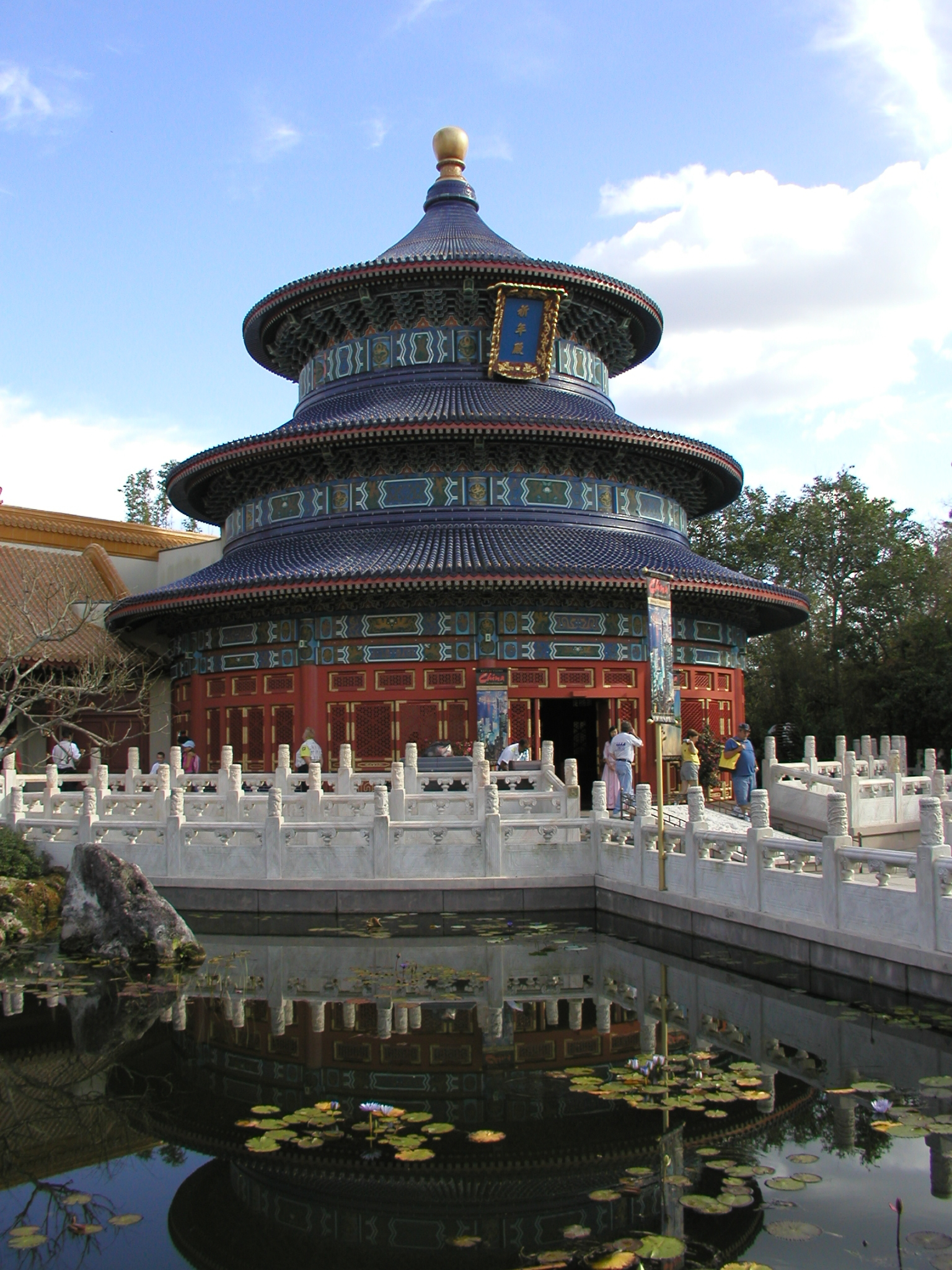
Pabellón de China en Epcot, que reproduce la forma del Templo del Cielo y sirve como espacio para el espectáculo cinematográfico en 360º Reflections of China.

## Cicloramas notables
Entre los ejemplos más notables de cicloramas conservados están (por orden de realización o inauguración):

### SigloXIXy primera mitad delXX
- Ciclorama de los jardines y palacio de Versalles, desarrolla un panorama de los jardines y el palacio de Versalles, y fue pintado por John Vanderlyn en 1818-1819. 49,5 metros de largo por 3,6 metros de alto. Se exhibe en la American Wing del Metropolitan Museum of Art de Nueva York.[13]
- Panorama Mesdag, representa el pueblo holandés de Scheveningen en 1881. 40 metros de largo por 14 de alto. La Haya, Países Bajos.[14]

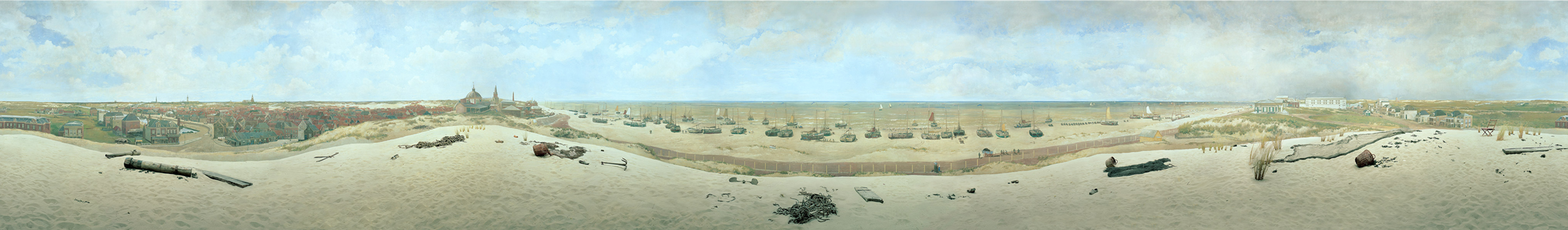
Panorama Mesdag.

- Gettysburg Cyclorama ("ciclorama de Gettysburg"),[15] desarrolla la Batalla de Gettysburg (1863). 109 metros de largo por 8,2 metros de alto. Pintado por Paul Philippoteaux en 1883, fue exhibido inicialmente en Chicago. Esa primera versión se desmontó y permaneció en el olvido hasta 1965. La segunda versión, creada para una exhibición en Boston, se exhibió en el Parque Militar Nacional de Gettysburg y actualmente, tras una restauración, en el Museo y Centro de Visitantes de Gettysburg. Hubo una tercera y cuarta versión, en Filadelfia y Brooklyn respectivamente.
- Atlanta Cyclorama ("ciclorama de Atlanta"), que desarrolla la Batalla de Atlanta[16] (1864). Como otros ciclormas sobre batallas de la Guerra de Secesión, fue encargado a la American Panorama Company de Milwaukee,[17] y pintado por un equipo de pintores alemanes (Friedrich Wilhelm Heine, August Lohr) con ayuda de artistas americanos, como Theodore R. Davis,[18] que fue testigo de la batalla. Se exhibió inicialmente en Detroit (1887), y se instaló definitivamente en Atlanta en 1921, en un edificio neoclásico que alberga también el museo de la Guerra Civil (Civil War Museum).
- Cyclorama de Jerusalem ("ciclorama de Jerusalén"),[19] desarrolla el tema de la crucifixión de Cristo. Pintado por Paul Philippoteaux en 1895, sobreviven tres copias, todas ellas en centros de peregrinación: una en Saint Anne de Beaupre (Quebec, Canadá), otra en Altötting (Alta Baviera, Alemania), y otra en Einsiedeln (Suiza). El primer ciclorama con este tema fue pintado en 1884 por Juliaan de Vriendt[20] en Montaigu (un centro de peregrinaciones belga). De 1885 es el de Bruno Piglhein, que fue desplazándose por distintas ciudades centroeuropeas, quedando destruido en Viena en 1892. Su gran éxito suscitó numerosas réplicas que circularon por todo el mundo.[21]
- Panorama de Racławice, que desarrolla la Batalla de Racławice durante el levantamiento Kościuszko. Breslavia, Polonia. 115 metros de largo por 15 metros de alto. Fue inaugurada en 1894.
- Llegada de los húngaros o Feszty Panorama, conmemora el milenario de la conquista magiar de Hungría (895-1895).[22] Fue pintado por un equipo de artistas dirigido por Árpád Feszty,[23] y se completó en 1894. 120 metros de largo por 15 metros de alto. Parque Memorial Nacional Histórico de Ópusztaszer, Hungría.

La llegada de los húngaros, de Árpád Feszty.

- Riesenrundgemälde ("gran pintura circular"), que desarrolla la Batalla de Bergisel[24] o del monte Isel (1809, durante las Guerras Napoleónicas). Innsbruck, Austria. Inaugurado en 1896, en 1906 se expuso en la Royal Austrian Exhibition de Londres.[25]
- Panorama de Sebastopol, que desarrolla el Sitio de Sebastopol (1854-1855). Pintado por Franz Roubaud[26] (1905). 115 metros de largo por 14 metros de alto.[27]

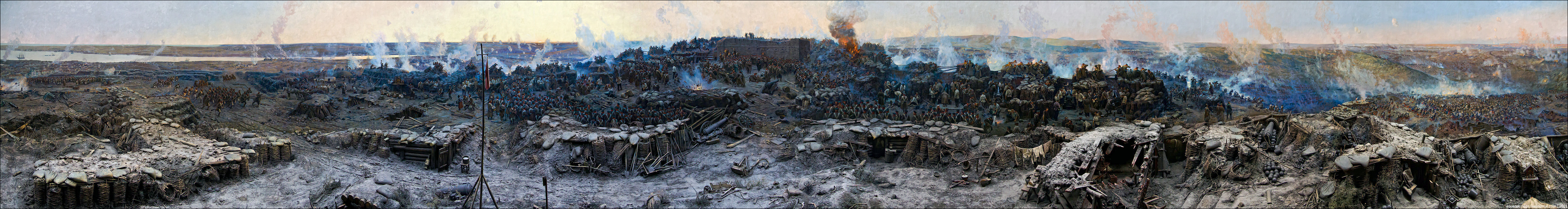
Fragmento del Panorama de Sebastopol, de Franz Roubaud.

- Panorama de Borodino, que desarrolla la Batalla de Borodino (1812). Moscú. 115 metros de largo por 15 metros de alto. Fue pintado por Franz Roubaud para el primer centenario de la batalla (1912). La exhibición y el edificio actual son de 1962.[28]

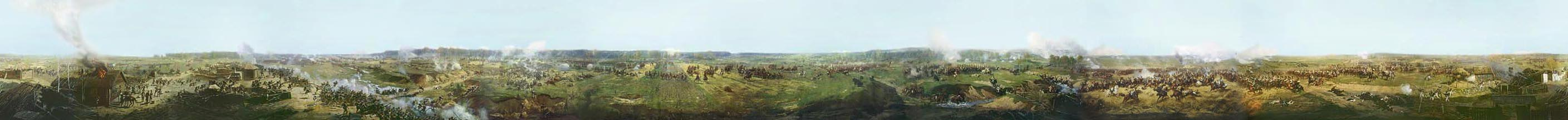
Panorama de Borodino, de Franz Roubaud.

- Panorama de Waterloo, desarrolla la Batalla de Waterloo (1815). Pintado por Louis-Jules Dumoulin[29] (1912). 110 metros de largo por 12 metros de alto. Waterloo, Bélgica.[30]

### Posteriores a la Segunda Guerra Mundial
- Panorama de Stalingrado,[31] que desarrolla la Batalla de Stalingrado (1943). Volgogrado. 120 metros de largo por 16 metros de alto (el mayor de Rusia).
- Ciclorama de Taejon, desarrolla la Batalla de Taejon (1950, guerra de Corea).[32] Museo de la Victoriosa Guerra de Liberación de la Patria en Pionyang, Corea del Norte.
- Panorama de Pleven, que desarrolla el Sitio de Pleven o Plevna (1878). Pleven, Bulgaria. 115 metros de largo por 15 metros de alto. Fue pintado por un grupo de artistas rusos y búlgaros e inaugurado en 1977.[33]
- October War Panorama ("panorama de la Guerra de Octubre"), desarrolla el ataque sobre Bar Lev Line y la lucha subsiguiente durante la guerra de Yom Kipur (1973). El Cairo, Egipto.[34]
- Bauernkriegspanorama en Bad Frankenhausen, de Werner Tübke (1983-1989), sobre la guerra de los campesinos alemanes del siglo XVI o "revolución burguesa temprana en Alemania" (Frühbürgerliche Revolution in Deutschland).[35]
- Behalt Cyclorama ("ciclorama del recuerdo"), representa la historia de las comunidades amish y mennonita desde 1525. Pintado por Heinz Gaugel (1992).  Berlín, Holmes County, Ohio.[36]
- Bunker Hill Cyclorama ("ciclorama de Bunker Hill"), que desarrolla la batalla de Bunker Hill (1775, Guerra de Independencia de los Estados Unidos), en el museo de ese nombre. Fue instalado en 2007.[37] En 1889 se exhibía en Boston un ciclorama sobre esa misma batalla.[38]